# Céraiste aggloméré
Cerastium glomeratum
Espèce
Classification APG III (2009)
Le Céraiste aggloméré (Cerastium glomeratum) est une espèce de petite plante herbacée appartenant au genre Cerastium et à la famille des Caryophyllaceae.
C'est une plante fréquente dans les jardins, il se distingue des autres céraistes par son inflorescence dense portant de nombreuses petites fleurs blanches entourées de bractées foliacées.

## Synonyme
- Cerastium viscosum auct. non L., nom illégitime, à ne pas confondre avec Cerastium viscosum L.

## Caractéristiques
Organes reproducteurs
- Couleur dominante des fleurs : blanc
- Période de floraison : avril-juillet
- Inflorescence : cyme bipare
- Sexualité : hermaphrodite
- Ordre de maturation : homogame
- Pollinisation : autogame

Graine
- Fruit : capsule
- Dissémination : anémochore

Habitat et répartition
- Habitat type : annuelles commensales des cultures acidophiles, mésohygrophiles
- Aire de répartition : cosmopolite

Données d'après : Julve, Ph., 1998 ff. - Baseflor. Index botanique, écologique et chorologique de la flore de France. Version : 23 avril 2004.

## Photos

Habitus
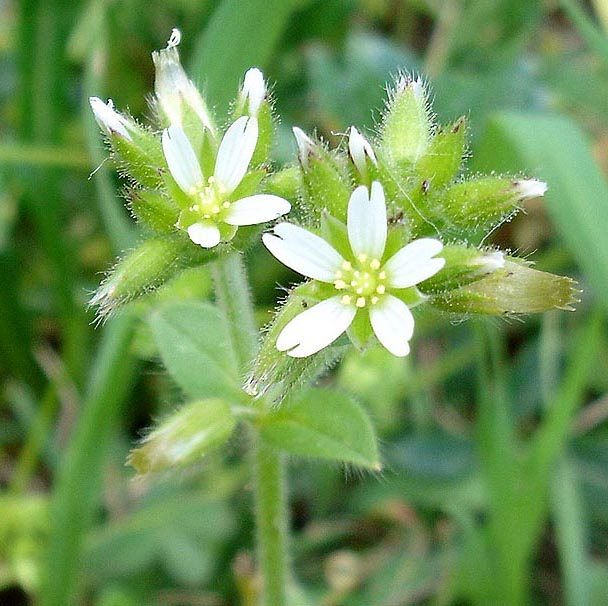
Inflorescence de Cerastium glomeratum
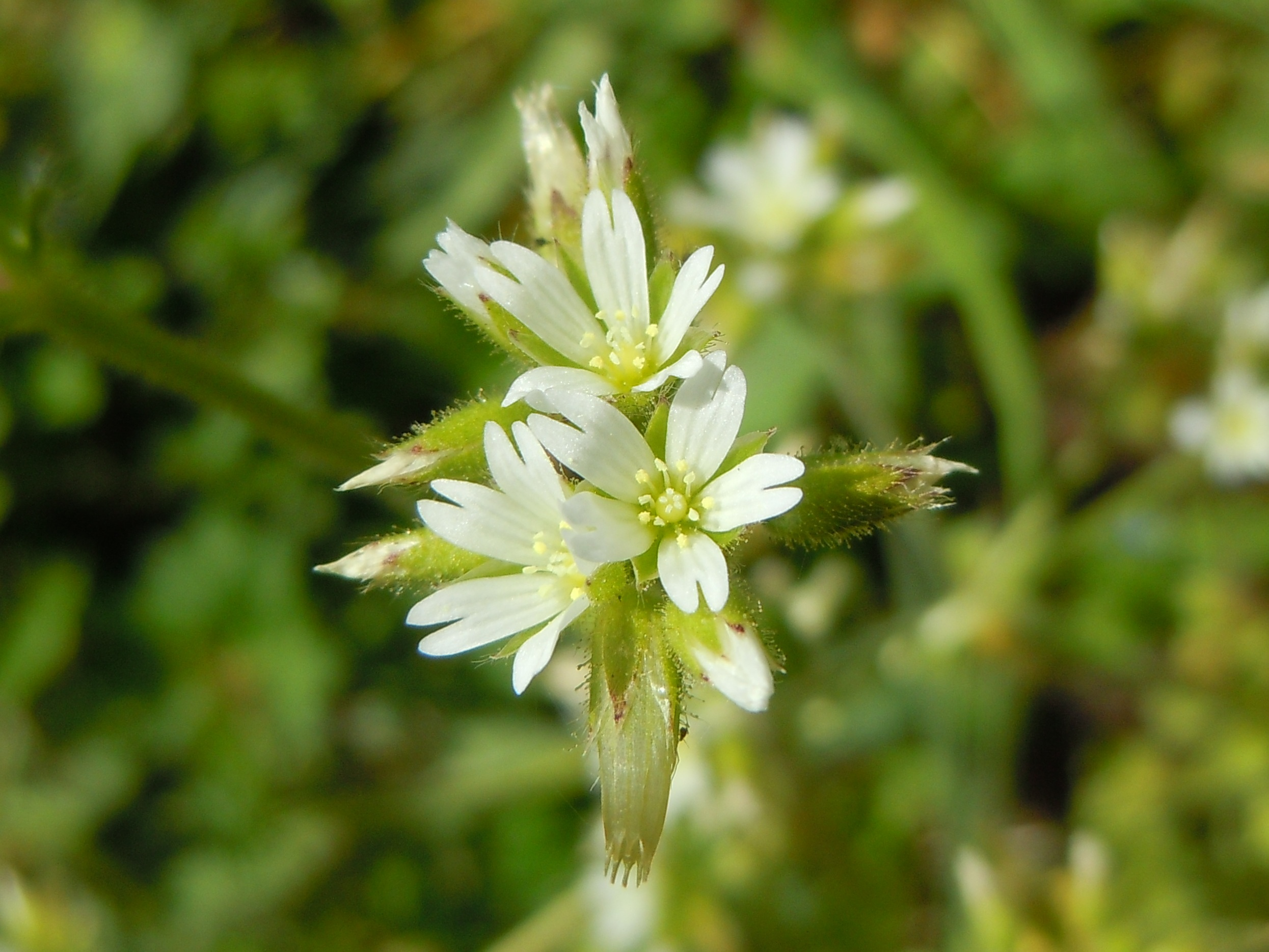
Les sépales sont poilus jusqu'à leur extrémité